# Baphia
Baphia là một chi rau đậu thuộc họ Fabaceae. 
Nó gồm các loài:
- Baphia abyssinica
- Baphia capparidifolia
- Baphia dewildeana
- Baphia heudelotiana
- Baphia keniensis
- Baphia kirkii
- Baphia latiloi
- Baphia macrocalyx
- Baphia nitida (Camwood)
- Baphia obanensis
- Baphia pauloi
- Baphia puguensis
- Baphia semseiana
- Baphia speciosa